# Frank Margerin présente
Frank Margerin présente est un album de bande dessinée humoristique de Frank Margerin, paru en 1978.

## Albums parus
- Frank Margerin présente, Les Humanoïdes associés, 1978  (ISBN 2902123507)[1].
- Frank Margerin présente, Les Humanoïdes associés :

1. Alerte aux envahisseurs  (ISBN 2731613130). Reprise de l'album Frank Margerin présente de 1978 sous un nouveau nom.
2. Tranches de brie  (ISBN 2731613149). Reprise diminuée de l'album homonyme de 1979.
3. Tutti Frutti, 1998  (ISBN 2731613157). Compilation d'histoires courtes notamment publiées dans les anciens recueils Frank Margerin présente.

- Frank Margerin présente Frank Margerin, 1998  (ISBN 2731612703)[2]. Édition de luxe reprenant une partie des histoires publiées dans les trois albums précédents.
- Frank Margerin présente..., Audie, coll. « Fluide Glacial Série Or », 2010  (ISBN 978-2-85815-979-6)[3]. Reprise des trois albums de 1998.